# Micènic
El micènic és la forma de grec més antiga documentada. Es parlà a la Grècia continental i a Creta entre els segles XVI i XI aC, abans de la invasió dòrica. Es conserva en inscripcions en lineal B, un sistema d'escriptura inventat a Creta abans del segle xiv aC. La major part d'aquestes inscripcions són fetes sobre tauletes de fang i trobades a Cnossos i Pilos. El nom micènic ve de Micenes, el primer dels palaus que es van excavar. Les tauletes van romandre sense desxifrar durant molt de temps i es van tractar de relacionar amb moltes llengües, fins que Michael Ventris va trobar-ne el significat el 1952 i va demostrar, sense dubtes, que la llengua que transcrivien era una forma arcaica de grec.
Els texts de les tauletes són principalment llistes i inventaris. No n'ha sobreviscut narrativa en prosa, i encara menys mites o poesia. Tot i això, d'aquests inventaris, se'n pot deduir molt de la gent que els va produir, del període micènic i, fins i tot, de l'anomenada edat fosca grega.
Al contrari que les varietats posteriors de grec, el micènic podria haver tingut set casos gramaticals: nominatiu, genitiu, acusatiu, datiu, vocatiu, instrumental i locatiu. Aquests dos últims van caure en desús gradualment.

## Fonologia i ortografia
La llengua micènica es preserva en lineal B, un sistema d'escriptura que consisteix en prop de 200 signes sil·làbics i logogrames. Com el lineal B deriva del lineal A, l'escriptura d'una llengua minoica sense desxifrar i probablement sense cap relació amb el grec, no reflecteix fidelment la fonètica del micènic: els dígrafs consonàntics s'han de desfer per qüestions ortogràfiques, no es distingeix entre r i l, ni entre sordes i sonores (excepte en el cas t/d) o aspirades i no aspirades; i l, m, n, r i s s'ometen a final de síl·laba.
L'escriptura diferencia cinc qualitats vocàliques (a, e, i, o, u), les semivocals w i j (també transcrita com a y), una consonant sibilant s, sis oclusives p, t, d, k, q; la m, la n, la r i la z (que inclou els sons [kʲ], [gʲ] i [dʲ], que més tard es transformarien en la grega ζ.
D'aquesta manera, *khrusos, 'or', s'escrivia amb els signes sil·làbics 𐀓𐀬𐀰 (ku-ru-so), *gwous, 'vaca', amb 𐀦𐀄 (qo-u) i *khalkos, 'bronze', amb 𐀏𐀒 (ka-ko).
El grec micènic conserva algunes característiques arcaiques pròpies de la seva herència indoeuropea, com ara les consonants labiovelars que, uns segles després (quan es començava a usar l'alfabet grec), havien patit canvis de so depenent del context.

## Corpus
El corpus escrit existent en grec de l'època micènica consisteix en unes 6.000 tauletes i trossos de vaixella en lineal B datats entre LMII (notació per a descriure, en la cronologia de l'era minoica, l'època en què es van cremar tots els palaus de Creta, aproximadament entre 1450 aC i 1400 aC) i LHIIIB (una subdivisió del període hel·làdic entre aproximadament 1320 aC i 1190 aC). Encara no se n'han trobat restes en un sistema d'escriptura que no sigui el lineal B.
En cas de ser autèntica, la pedra de Kafkània, datada del segle XVII aC, seria la inscripció més antiga coneguda en micènic, a més del testimoni més antic de la llengua grega conservat.